# جان جودسون ایمز

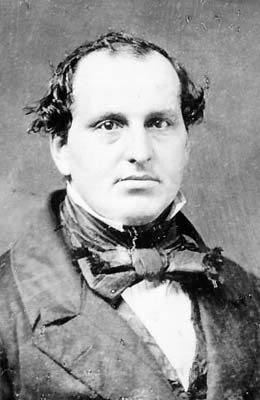
جان جودسون ایمز

جان جودسون ایمز (John Judson Ames) (زادهٔ ۱۸ مه ۱۸۲۱ – درگذشتهٔ ۲۸ ژوئیه ۱۸۶۱) (تخلص: «بوستون»)، از پیشگامان کالیفرنیا و ویراستار و مالک نخستین روزنامه‌ای بود که در شهر سن دیگو، کالیفرنیا، ایالات متحده منتشر می‌شد.

## اوایل زندگی
ایمز شهروند ایالت مِین بود و خانواده وی در اصل از مارشفیلد، ماساچوست بودند. خانه خانوادگی وی در کلی، مِین موقعیت داشت اما او در ۱۸ مه ۱۸۲۱ در اسلسبورو، مِین به‌دنیا آمده بود. پدر وی جان جلکی ایمز، کشتی‌ساز و تاجر ساحلی بود و مادرش آبیگیل دوج نام داشت. به‌نظر می‌رسد که جودسون در سن جوانی خانه را ترک کرد تا راه خود را بیابد. خود وی در مورد این رویداد چنین می‌گوید: «همان روزی که ما شانزده سالگی را تکمیل کردیم، پدر هوشمندم ما را با این کلمات جدایی‌گونه به جهان معرفی کرد: جود، تو حالا به اندازه کافی بزرگ شده‌ای تا از خودت مراقبت کنی و من فکر می‌کنم که روحیه اهل شمال بودن در حد کافی در تو وجود دارد تا موفقیت‌ات را تضمین کند. اگر تو خوب آغاز کنی، من هر کمکی که لازم داری را برایت فراهم می‌کنم، اگر خوب آغاز نکنی، باید دوباره تلاش کنی. زرنگ باش – صرفه جویی کن – از شراب و زنان پرهیز کن – و من ده درصد از هزینه ابتدائی تو را تضمین می‌کنم». در مورد اوایل زندگی ایمز اطلاعات اندکی در دسترس است، اما ظاهراً او پیش از اینکه ۲۵ ساله شود، در چندین مدرسه آموزش دیده، به چندین سفر دریایی رفته و شرایط سخت زیادی مواجه شده‌است. او یک برادر کوچکتر نیز به‌نام هادسون ان. ایمز، نیز داشت.

## حرفه
وی در حدود سال ۱۸۴۷ میلادی توسط هنری او ریلی، سازنده نخستین خط تلگراف، استخدام شد و در ساخت و ساز نخستین خط مستقیم از جنوب ممفیس تا نیواورلئان کمک کرد. مدت کوتاهی پس از رسیدن به لوئیزیانا، وی توجه خود را به کسب‌وکار روزنامه معطوف نمود، روزنامهٔ به‌نام دایم کچر در بتن‌روژ، مرکز جدید ایالت تأسیس نموده و انرژی خود را به پشتیبانی از نامزدی ژنرال زکری تیلور در پیکار انتخاباتی ریاست جمهوری ۱۸۴۸ وقف کرد.
هیجان ناشی از کشف طلا در ۱۸۴۸ میلادی در کالیفرنیا در نهایت به لوئیزیانا رسید. بلافاصله تب طلا همچنین شامل حال ایمز شد، او دفتر خود را بسته نموده و از طریق باریکه پاناما به کالیفرنیا رفت. او بدون اینکه هیچ پولی داشته باشد در ۲۸ اکتبر ۱۸۴۹ به سان فرانسیسکو رسید. او یک گاری دستی به عاریت گرفته و شروع به حمل کردن اسباب و چمدان‌های بزرگ کرد و نخستین پولی را که از این شغل به‌دست‌آورد برای همیشه به عنوان یادگار با خود نگهداشت. او توانست پس از مدت کوتاهی به عنوان نویسنده روزنامه مشغول کار شود و برای مدتی در روزنامه پلیسر تایمز و ترانسکریپت به عنوان سردبیر کار می‌کرد. وی همچنین تحت نام مستعار مورد علاقه‌اش «بوستون» برای چندین روزنامه می‌نوشت. در ۱۸۵۰ میلادی، او به هونولولو سفر کرد و تقریباً بلافاصله پس از بازگشت بود که او نیاز به تأسیس روزنامهٔ در مرکز شهر سن دیگو را احساس کرد. وی از سن دیگو دیدار نموده و یک بروشور در دسامبر ۱۸۵۰ منتشر کرد. علایق مشابهی در لس آنجلس نیز برای تأسیس روزنامه وجود داشت. نخستین نسخه روزنامه لا استرلا دی لس آنجلس (La Estrella de Los Angeles) در ۱۷ مه ۱۸۵۱ ظاهر شده و از اینرو به نخستین روزنامه در جنوب‌غرب مبدل شد؛ روزنامه سن دیگو هرالد (San Diego Herald) درست دوازده روز بعدتر از آن در ۲۹ مه به نشر رسید.
ایمز در اوایل از چندین سیاست مداری حمایت می‌کرد که در نهایت به فکر جدایی این ایالت و ساخت نخستین راه‌آهن بین‌قاره‌ای، با قرار داشتن سن دیگو در مرز آن، بودند. سناتور ویلیام ام. گوین و فرماندار جان. ولر، دو تن از این سیاستمداران بودند. هیچ شکی وجود ندارد که ایمز برای مدتی به طرفداری از گوین کار می‌کرد و امید موفقیت وی را داشت، اما در ۱۸۵۴ میلادی، ایمز با وی مخالف شده و اعلام کرد که گوین شخصاً نسبت به وی حسن نیت نداشته‌است.
ایمز که بروشور خود را منتشر کرده و به‌طور بسیار عالی هم در سان فرانسیسکو و هم در سن دیگو تبلیغات نموده بود، حالا آماده بود تا دفتر خود را تأسیس کند. در اوایل، روزنامه وی دارای چهار صفحه کوچک با چهار ستون در هر صفحه بود. این روزنامه هر پنجشنبه به چاپ می‌رسید و هزینه آن ۱۰ دلار سالانه «با پنجاه درصد پیش‌پرداخت» بود. در ژانویه ۱۸۵۲، روز چاپ روزنامه به‌طور دائمی به شنبه تغییر داده شد. برخی اخبار محلی، توصیه‌های داخلی و خارجی که توسط کشتی‌های بخار آورده می‌شد و یک سرمقاله سریع نوشته شده در این روزنامه به نشر می‌رسید. او به جدیت مراقبت این تبلیغات بود و به‌طور مداوم به‌خاطر منافع خود به شمال سفر می‌کرد. روزنامه دوبار گسترش یافت، بار اول در بهار ۱۸۵۳ و بار دوم در ۱۳ مه ۱۸۵۴. پس از گسترش اولی، هزینه عضویت به ۵ دلار در سال کاهش یافت، «همیشه به‌طور پیش‌پرداخت» یا «۳ دلار در شش ماه». گسترش ۱۸۵۴ صفحات این روزنامه را به هفت ستون در یک صفحه تغییر داد و ایمز ادعا نمود که هرالد بیشترین جریان را نسبت به هر روزنامه دیگری در کالیفرنیا دارد.
سیاست سرمقاله که در اول توسط ایمز اعلام گردید این بود که، این روزنامه «مستقل» خواهد بود «اما نه بی‌طرف» و این سیاست برای مدتی پیروی می‌گردید. ایمز در پیکار انتخاباتی ۱۸۵۱ به‌طور فعالانه شرکت نکرد، اما دو سال بعد او به‌طور قاطع از دموکرات‌ها و به‌خصوص جان بیگلر برای سمت فرمانداری پشتیبانی کرد. وی در ۱۸۵۶ میلادی به حزب امریکن یا «هیچ‌چیز دان» رفت، اما بعدتر دوباره به حزب دموکرات پیوست. او همیشه تا حدی از سیاست مستقل ماند و بالاخص رئیس‌جمهور فرانکلین پیرس را نمی‌پسندید و با وی مخالف بود، احتمالاً به دلیل اینکه وی تملک رود سن دیگو برای بهبود آنرا وتو کرده بود.
مشکلات انتشار روزنامه در یک منطقه مرزی بسیار دور همانند سن دیگو به‌زودی هویدا شد. کمبود اخبار محلی و ناتوانی در دریافت نظرات مخالف دلیل اصلی شکایات مکرر سرمقاله‌ها بود. در یکی از مقاطع، ایمز برای چندین هفته فهرستی از تمامی پُست‌خانه‌ها و مسئولان پُست‌خانه‌های کالیفرنیا را منتشر کرد و همچنین بار دیگر بخشنامهٔ از اداره عمومی زمین را منتشر نمود. بیشتر جمعیت آمریکایی، از جمله خود ایمز، امیدوار بودند تا قسمت سفلی کالیفرنیا در نهایت به کالیفرنیا ادغام شود، اما حضور قرارگاه‌های نظامی و تأثیرگذاری افسران نظامی که ایمز با بیشتر آنها روابط نیک داشت، حمایت یا همدلی آشکار را غیرعاقلانه می‌کرد. روزنامه هرالد زمانی به عالی‌ترین دستاورد روزنامه‌نگاری خود دست یافت که یک سری نامه‌های یکی از افسران واکر را منتشر نمود و به‌خاطر حمایت از فیلی‌باسترها (يک ترفند قانونگذاری) همه آن نامه‌ها به‌طور درشت رنگ شده بودند؛ اما در نهایت، زمانی که ناامیدی سفر اکتشافی برای همه روشن شده بود، ایمز آنها را محکوم کرد. ایمز به غیبت‌های مکرر و طولانی از سن دیگو مشهور بود، چون او به سان فرانسیسکو می‌رفت تا روزنامه خود را تبلیغ کند، صورت‌حساب‌ها را گردآوری نموده و خوش بگذراند.